# 小行星9983
小行星9983（英語：9983 Rickfienberg）是一颗围绕太阳公转的小行星。1995年2月19日，天文学家丹尼斯·迪希科在米德尔塞克斯县发现了此天体。
这颗小行星的绝对星等为6.979051939711348等。